# ヤナ・クドリャフツェワ
ヤナ・クドリャフツェワ（ロシア語: Яна Кудрявцева, ラテン文字転写: Yana Kudryavtseva、1997年9月30日 - ）はロシアの新体操選手。モスクワ出身。ガスプロム所属。2016年のリオデジャネイロオリンピックでは個人総合の銀メダルを獲得した。

## 経歴
- 2002年に新体操を始める。
- 2004年より国際大会に出場。
- 2007年にナショナルチーム入り。
- 2013年にシニア参戦、世界新体操選手権の個人総合で金メダルを獲得。種目別でも金2個（リボン、クラブ）、銀2個（ボール、フープ）を獲得した。同年の世界新体操クラブ選手権の個人総合でも優勝。
- 2014年の世界新体操選手権において、個人総合2連覇を達成。種目別・団体総合を含め5個の金メダルを獲得した。
- 2015年の世界新体操選手権において、史上4人目となる個人総合3連覇を達成。種目別・団体総合でも不出場のフープを除きすべて金メダル。
- 2016年のリオデジャネイロオリンピックでは、個人総合においてチームメイトのマルガリータ・マムンに次いで銀メダルを獲得した。
- 2017年1月、競技からの引退を発表した[1]。